# الدين في جزر المارشال
يهيمن الدين المسيحي في جزر مارشال على العلامة الدينية في عام 2009 عندما أدخلت من قبل المبشرين الغربيين منذ حوالي عام 1857. بحسب سجلات عام 2017، كانت المجموعات الدينية الرئيسية في جمهورية جزر مارشال هي كنيسة المسيح المتحدة بنسبة 51.5%، التجمع من أجل الله (24.2%), الكنيسة الكاثوليكية الرومانية (8.4%), كنيسة يسوع المسيح لقديسي الأيام الأخيرة (المورمون) (9.5%), بوكوت نان يسوع (المعروف أيضا باسم التجمع من أجل الله الجزء الثاني) (2.2%), المعمدان (1.0%), السبتيين (0.9%), الإنجيل الكامل (0.7%), البهائية (0.6%). الأشخاص دون أي انتماء ديني تمثل نسبة صغيرة من السكان. يعتقد بوجود بضع مئات من شهود يهوه. هناك أقل من 20 شخصا من معتنقي اليهودية وأقل من 20 من أعضاء الأحمدية القاديانية المسلمة.

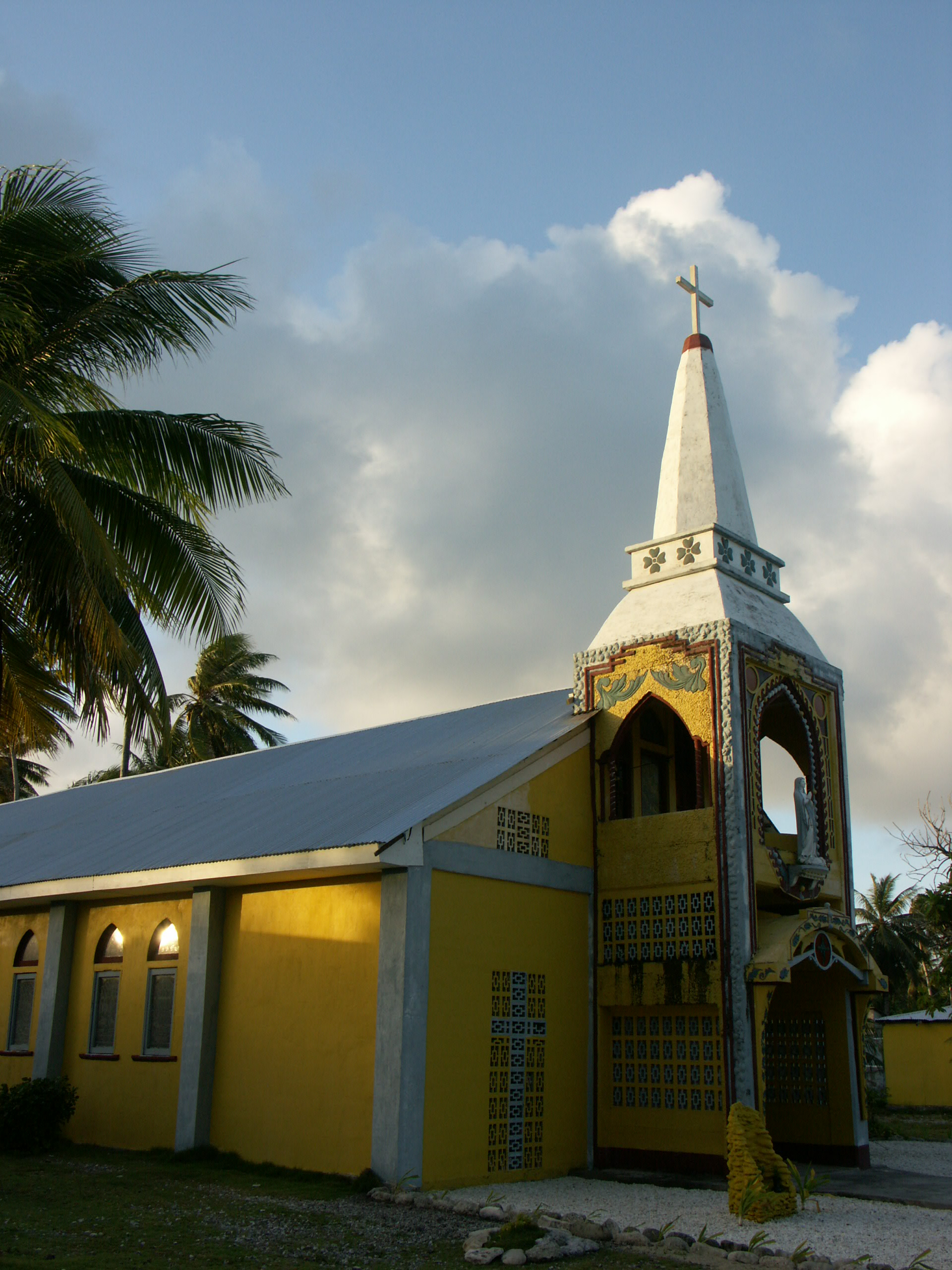
الكنيسة الكاثوليكية في ليكييب أتول

يوجد عدد من الإرساليات التبسيرية الخارجية وهناك عدد من المدارس التابعة للطوائف المتواجدة في الجزيرة وتعمل بحرية. ينص الدستور على حرية الدينو وبوجه عام تحترم الحكومة حق حرية ممارسة الدين. في عام 2007، لم تتلقى الحكومة الأميركية أي تقارير مجتمعية ن أي تجاوزات أو تمييز على أسس المعتقد الديني أو الممارسة.